# Rasmus Glad Vandbæk
Rasmus Glad Vandbæk (født. 28 oktober 1986) er en dansk håndboldtræner, der pt. varetager Sønderjyskes herrehold.
 Der er for få eller ingen kildehenvisninger i denne artikel, hvilket er et problem. Du kan hjælpe ved at angive troværdige kilder til de påstande, som fremføres i artiklen.